# Nizar Khalfan
Nizar Khalfan (* 21. Juni 1988 in Mtwara) ist ein tansanischer Fußballspieler.

## Vereinskarriere
Khalfan spielte ab 2005 in seiner Heimat in der Mainland Premier League für Mtibwa Sugar FC. Für den Klub aus der Stadt Turiani soll er bis 2007 in 57 Spielen 16 Tore erzielt haben. Anschließend folgten für den Flügelspieler Aufenthalte in Kuwait bei Al Tadamon und beim libanesischen Tadamon Sur Club, bevor er zur Saison 2008/09 nach Tansania zurückkehrte und sich Moro United FC anschloss.
Im März 2009 wurde Khalfan und sein Nationalmannschaftskollege Nadir Haroub während eines Freundschaftsspiels der Nationalmannschaft gegen die Vancouver Whitecaps von den Verantwortlichen des kanadischen Klubs entdeckt und beide kamen Mitte der Saison 2009 nach Vancouver. Während Haroub sich nicht durchzusetzen vermochte und am Saisonende nach Tansania zurückkehrte, etablierte sich Khalfan umgehend als Stammspieler und erreichte mit den Whitecaps das Meisterschaftsfinale 2009, das gegen Montreal Impact mit 1:3 verloren wurde. In der folgenden Saison 2010 traten die Whitecaps in der Übergangsliga USSF Division 2 Professional League an, bevor zur Saison 2011 die Aufnahme in die Major League Soccer erfolgte.
Im Februar 2011 erhielt Khalfan gemeinsam mit dem Ghanaer Gershon Koffie von Cheftrainer Teitur Þórðarson einen Vertrag für die MLS. Þórðarson lobte dabei Khalfan als schnellen, technisch versierten, hart arbeitenden Spieler, der mit einem guten Schuss und einer großartigen Einstellung ausgestattet sei. Sein Debüt in der Major League Soccer gab Khalfan zum Saisonauftakt, als er beim 4:2-Erfolg gegen den kanadischen Rivalen Toronto FC zur Halbzeit eingewechselt wurde.
Seit 2012 spielt er wieder in seiner Heimat Tansania. Erst für den Young Africans SC, dann bei Mwadui United FC und seit 2016 für Singida United FC.

## Nationalmannschaft
Unter dem Brasilianer Márcio Máximo debütierte Khalfan 2006 in der tansanischen Nationalmannschaft. 2008 absolvierte der Flügelspieler in der zweiten Qualifikationsrunde zur Weltmeisterschaft 2010 fünf Partien für das Nationalteam und erzielte beim 4:1-Erfolg gegen Mauritius einen Treffer, Tansania verpasste aber den Einzug in die dritte Qualifikationsrunde. 2009 qualifizierte er sich mit der lokalen Landesauswahl für die Afrikanische Nationenmeisterschaft, der Halbfinaleinzug wurde im letzten Gruppenspiel durch einen Gegentreffer in der vierten Minute der Nachspielzeit verpasst. Auch im Freundschaftsspiel gegen Rekordweltmeister Brasilien am 7. Juni 2010 wirkte Khalfan mit. Ob er Ende 2010 am Gewinn des CECAFA-Cups 2010 beteiligt war, ist unklar. Die Vancouver Whitecaps strichen ihn zumindest im September 2010 wegen der zu erwartenden Länderspielverpflichtungen für die restliche Saison aus dem Kader, um Platz für einen anderen Spieler zu schaffen.